# Nahir Besara
Nahir Besara (Västertälje, 1991. február 25. –) svéd korosztályos válogatott labdarúgó, a Hammarby középpályása.

## Pályafutása

### Klubcsapatokban
Besara a svédországi Västertälje községben született. Az ifjúsági pályafutását az Assyriska akadémiájánál kezdte.
2008-ban mutatkozott be az Assyriska felnőtt keretében. 2013-ban a másodosztályban szereplő Hammarby szerződtette. A 2014-es szezonban feljutottak az Allsvenskanba. 2015-ben a török Göztepéhez igazolt. 2016-ban visszatért Svédországba és az Örebronál folytatta a labdarúgást. 2019 és 2021 között a szaúdi el-Fajhá, a ciprusi Páfosz, az egyesült arab emirátusokbeli Hatta és a svéd Örebro csapatát erősítette. 2022. február 3-án kétéves szerződést kötött a Hammarby együttesével. Először a 2022. április 2-ai, Helsingborg ellen 2–1-re megnyert mérkőzésen lépett pályára. Első góljait 2022. április 9-én, a Sundsvall ellen idegenben 5–1-es győzelemmel zárult találkozón szerezte meg.

### A válogatottban
Besara az U17-es és az U19-es korosztályú válogatottakban is képviselte Svédországot.

## Statisztikák
2022. november 6. szerint
| Klub     | Szezon   | Osztály                   | Bajnokság | Bajnokság | Kupa  | Kupa | Nemzetközi | Nemzetközi | Összesen | Összesen |
| Klub     | Szezon   | Osztály                   | Meccs     | Gól       | Meccs | Gól  | Meccs      | Gól        | Meccs    | Gól      |
| -------- | -------- | ------------------------- | --------- | --------- | ----- | ---- | ---------- | ---------- | -------- | -------- |
| Hammarby | 2013     | Superettan                | 27        | 4         | 0     | 0    | —          | —          | 27       | 4        |
| Hammarby | 2014     | Superettan                | 26        | 7         | 2     | 1    | —          | —          | 28       | 8        |
| Hammarby | 2015     | Allsvenskan               | 15        | 5         | 1     | 1    | —          | —          | 16       | 6        |
| Hammarby | Összesen | Összesen                  | 68        | 16        | 3     | 2    | 0          | 0          | 71       | 18       |
| Göztepe  | 2015–16  | TFF 1. Lig                | 15        | 1         | 0     | 0    | —          | —          | 15       | 1        |
| Örebro   | 2016     | Allsvenskan               | 13        | 4         | 0     | 0    | —          | —          | 13       | 4        |
| Örebro   | 2017     | Allsvenskan               | 30        | 10        | 1     | 1    | —          | —          | 31       | 11       |
| Örebro   | 2018     | Allsvenskan               | 30        | 5         | 5     | 4    | —          | —          | 35       | 9        |
| Örebro   | Összesen | Összesen                  | 73        | 19        | 6     | 5    | 0          | 0          | 79       | 24       |
| el-Fajhá | 2018–19  | Saudi Professional League | 11        | 3         | 0     | 0    | —          | —          | 11       | 3        |
| Páfosz   | 2019–20  | Cypriot First League      | 22        | 1         | 0     | 0    | —          | —          | 22       | 1        |
| Örebro   | 2020     | Allsvenskan               | 29        | 12        | 0     | 0    | —          | —          | 29       | 12       |
| Hatta    | 2020–21  | UAE League                | 13        | 1         | 0     | 0    | —          | —          | 13       | 1        |
| Örebro   | 2021     | Allsvenskan               | 17        | 4         | 0     | 0    | —          | —          | 17       | 4        |
| Hammarby | 2022     | Allsvenskan               | 30        | 11        | 6     | 2    | —          | —          | 36       | 13       |
| Összesen | Összesen | Összesen                  | 278       | 68        | 15    | 9    | 0          | 0          | 293      | 77       |

## Sikerei, díjai
Hammarby
- Superettan
  - Feljutó (1): 2014

- Svéd Kupa
  - Döntős (1): 2021–22